# 中共中央东南分局旧址
中共中央东南分局旧址位于中国江西省南昌市西湖区东书院街21号，距南昌新四军军部旧址约100米。2018年被列为第六批江西省文物保护单位，2019年被列为第八批全国重点文物保护单位。
1937年12月14日，中共中央政治局会议决定成立中共中央东南分局，隶属于长江局，受中共中央和长江局双重领导，负责领导东南地区的全面工作。1938年1月6日东南分局在南昌成立，对外称新四军驻赣办事处。11月，东南分局改为东南局，组成人员及所属组织不变，机关仍驻南昌。
中共中央东南分局旧址原是盐商余兴庆的私人住宅，建于1917年，由6栋砖木结构房屋组成，总占地面积约1600平方米，建筑面积1908.2平方米。1938年1月中共中央东南分局在南昌正式成立时设在此处（后迁入南昌新四军军部旧址内）。1949年以后，这里成为江西印刷公司的职工宿舍。2011年南昌市西湖区开展第三次全国文物普查时，中共中央东南分局旧址入选江西省第三次全国文物普查“百大新发现”名单，并申报省级文物保护单位。2017年对建筑进行了维修复原，并设立了中共中央东南分局陈列展览，7月29日中共中央东南分局旧址面向公众开放。